# ロックRock楽
ロックRock楽（ロックろっくろっく、朝鮮語: 락락락、락 ROCK 樂）は、2010年12月11日と12月18日に韓国KBS2にて放送された全4話のテレビドラマ。
日本ではスカパー!791ch（HDは656ch）「KBS WORLD」で2011年3月18日から4月8日までの毎週金曜日14:30 - 15:45に放送された。日本語字幕放送。

## 概要
韓国を代表するロックグループ復活（ブファル）のリーダーでギタリストのキム・テウォンの半生を綴るノンフィクションドラマ。子供の頃のギターとの出会いから始まり、音楽的な成功や挫折そして恋愛などを絡め、テウォンの知られざる過去を綴る。

## キャスト

### 中心人物
- キム・テウォン（김태원）：ノ・ミヌ（노민우）
物語の主人公。
各シーンのギター演奏はノ・ミヌ自身によるもの。特に第1話でのギターバトルのシーンにおける彼のギタープレイはキム・テウォンも絶賛した[1]。
- ヒョンジュ（현주）：ホン・アルム（홍아름）
テウォンの恋人であり、後に妻となる人。彼のファンクラブ会長を自任する。麻薬や挫折に苦しむテウォンを支え続ける。
- スヨン（수연）：チャン・ギョンア（장경아）
テウォンの初恋の人。学生時代に交際を始めるが数々の障害に阻まれることとなる。

### その他の人物
- イ・スンチョル（이종환）：イ・ジョンファン（이종환）
復活の初代ボーカルでテウォンの人生に大きく関わる人物。
- キム・ジョンソ（김종서）：パン・ジュンヒョン（방중현）
元シナウィのメンバーで、テウォンのバンド「The end」にボーカルとして加入する。これを機にバンド名が「復活」となった。復活としてはメジャーデビューできなかったが、後にソロとして成功する。
- シン・デチョル（신대철）：テビン（데빈）
シナウィのメンバーで、韓国最高のギタリストと言われる。
- イ・テユン（이태윤）：カンドゥ（강두）
復活の初代ベーシスト。
- ジミ・ヘンドリックス（지미핸드릭스）：ノ・ミニョク（노민혁）
学生時代、テウォンにギターバトルを挑んでくる人物。
- テウォンの叔父（태원삼촌）：キム・ジョンソ（김종서）
テウォンがギターに興味を持つきっかけとなったのが叔父の弾くギターであった。歌謡曲でないロックというものを知り、テウォンはギターに目覚める。
この叔父役にはキム・ジョンソ本人が特別出演として登場している。

## サブタイトル
| 話数  | タイトル                                       | 韓国放送日     | 日本放送日    |
| ----- | ---------------------------------------------- | -------------- | ------------- |
| 第1話 | その他を取りなさい（기타를 잡아라）            | 2010年12月11日 | 2011年3月18日 |
| 第2話 | 雨とあなたの物語（비와 당신의 이야기 ）        | 2010年12月11日 | 2011年3月25日 |
| 第3話 | 最後のコンサート（마지막 콘서트）              | 2010年12月18日 | 2011年4月1日  |
| 第4話 | Never Ending Story（아직, 끝나지 않는 이야기） | 2010年12月18日 | 2011年4月8日  |

## スタッフ
- プロデューサー：カン・ヒョンテク（강병택）
- 演出：イ・ウォニク（이원익）
- 脚本：パク・ギョンソン（박경선） / パン・ヒョグム（방효금）
- 撮影監督：ムン・スンホ（문승호）
- 照明監督：イ・グァンホ（이광호）
- ディレクター：イ・ジョンミ（이정미）